# Fanzine
Una fanzine è una pubblicazione non professionale e non ufficiale prodotta da entusiasti di un particolare fenomeno culturale (quale un genere letterario o musicale, o un particolare fandom) per il piacere di condividere i propri interessi con altri.
Normalmente gli editori, curatori, redattori degli articoli e autori delle illustrazioni delle fanzine non ricevono alcun compenso: tali pubblicazioni circolano gratuitamente o a un prezzo nominale al fine di ammortizzare le spese di spedizione o di produzione. Le copie vengono spesso scambiate con altre di pubblicazioni analoghe, o date in cambio di contributi artistici, articoli o lettere di commento, pubblicati poi sulle stesse riviste.
Le fanzine sono di produzione indipendente e possono essere realizzate da una sola persona o da collettivi. Sono per lo più composte e riprodotte artigianalmente usando comuni strumenti da ufficio. Alcune si sono evolute in pubblicazioni professionali (a volte chiamate "prozine"). Numerosi autori professionali sono stati pubblicati per la prima volta su riviste amatoriali.
Alcune fanzine trattano di musica, altre raccontano storie divertenti; alcune sono incentrate su una subcultura, elencano collezioni personali, presentano foto/collage e illustrazioni, altre ancora sono fumetti autoprodotti. Sono tipi di pubblicazioni tra i più vari al mondo: spesso hanno l'aspetto di mini riviste, ma possono assumere migliaia di forme e formati diversi: A4, mezza pagina, arrotolate, un quarto di foglio, un biglietto del treno o del tram, a fisarmonica o rilegate a mano.

## Origine del termine
Il termine inglese "fanzine" è una parola macedonia nata dalla contrazione delle parole, anch'esse inglesi, "fan" (da fanatic, appassionato) e "magazine" (rivista). Esso fu coniato in una rivista amatoriale di fantascienza da Russ Chauvenet nell'ottobre 1940, e dopo essere diventato popolare all'interno di quel fandom venne adottato anche da altre comunità.

## Storia
L'origine delle pubblicazioni amatoriali è oscura, se ne può tuttavia trovare traccia nei gruppi letterari statunitensi del XIX secolo, che ad un certo punto si riunirono nell'Amateur Press Association e che pubblicavano tramite stampa amatoriale raccolte di racconti, poesia e saggi.
Diffuse nel mondo del fumetto, della musica e della letteratura, le fanzine negli Stati Uniti sono nate negli anni venti e trenta come una delle prime espressioni del mondo degli appassionati della fantascienza, il cosiddetto fandom. Il termine stesso fanzine venne coniato nell'ottobre 1940 per una fanzine di fantascienza da Russ Chauvenet, divenne popolare nel circuito del fandom fantascientifico, da dove è stato poi preso e adottato da altri generi.
Non sono rari i casi di fanzine che hanno successo al punto da fare il salto e diventare riviste professionali. Nel mondo della fantascienza è il caso, ad esempio, della fanzine inglese Novae Terrae che negli anni sessanta cambia nome in New Worlds, diventando la rivista leader del movimento letterario della New Wave, che rivoluziona la fantascienza con autori come Michael Moorcock e James Ballard. Anche in altri Paesi occidentali, come Italia, le prime fanzine nascono dal mondo della fantascienza, negli anni sessanta. Sulle loro pagine esordiscono e si fanno le ossa molti dei critici e degli scrittori di fantascienza.
Tra la fine degli anni cinquanta e i primi anni sessanta esplode invece in Unione Sovietica e nei Paesi del Blocco orientale il fenomeno dei samizdat, pubblicazioni di produzione clandestina, illegali poiché censurati dalle autorità o in qualche modo ostili al regime sovietico. Ben presto, quello che era un fenomeno spontaneo e irregolare fa un salto qualitativo divenendo una sorta di canale di distribuzione alternativo, nonché il principale (e quasi unico) veicolo del nascente dissenso sovietico.
Sempre negli anni sessanta la fanzine diventa strumento di stampa dell'underground musicale e quindi del movimento hippy. Numerose sono le riviste amatoriali ciclostilate di stampo psichedelico, quando non dichiaratamente politico che vedono la luce intorno al Sessantotto. È con il movimento punk, negli anni settanta, che la fanzine si diffonde come strumento di vera e propria stampa indipendente in forma amatoriale: le fanzine, al motto di do it yourself (fai da te), pubblicano recensioni e interviste di dischi e concerti ignorati dalla stampa musicale ufficiale.
Durante i successivi decenni tale fenomeno si espande anche a tutte le altre scene musicali, ma anche ad altri fenomeni culturali, sottoculturali e talvolta controculturali: molteplici sono le fanzine di fumetti, narrativa, cinema amatoriale, tifo organizzato di matrice ultras. Ogni tipo di realtà che non trova spazio - talvolta per i limiti artistici degli autori, talvolta per la scarsa disponibilità degli editori - nella cosiddetta editoria mainstream, si realizza imboccando la strada dell'autoproduzione. Non ultimo un filone artistico che proprio nella diffusione postale trova la sua ragione d'essere: la Mail Art.
Alcune fanzine si sono in seguito evolute in pubblicazioni professionali (talvolta chiamate prozine - contrazione di professional fanzine) e molti scrittori professionisti hanno iniziato scrivendo proprio delle fanzine. Alcuni di essi hanno poi continuato a scrivere e produrre fanzine anche in seguito alla loro affermazione come professionisti.

## Tecniche di stampa
Le fanzine hanno seguito l'evoluzione dei mezzi di stampa più economici, dato che venendo stampate generalmente in tiratura limitata (da qualche decina ad un massimo di mille copie) non avevano accesso alle tecniche di stampa tradizionali.
Le prime pubblicazioni amatoriali ottocentesche, prodotte dai gruppi facenti capo alla Amateur Press Association, venivano stampate manualmente attraverso la tecnica della xilografia.
Parallelamente al progresso delle tecnologie di stampa, anche la tecnologia delle fanzine progredì. Le prime fanzine erano scritte a mano o a macchina e stampate usando sistemi di riproduzione primitivi, quali ad esempio la stampa a spirito o il poligrafo. Di questo tipo di pubblicazione veniva prodotto un numero di copie molto ridotto e di conseguenza la loro circolazione era estremamente limitata.
L'uso del ciclostile consentì un grosso salto in avanti dell'editoria amatoriale: fino agli anni ottanta, infatti, questo è stato il sistema di stampa più economico, diffusissimo nonostante la bassa qualità che poteva garantire. Il crollo dei prezzi della xerografia (ovvero delle fotocopie) portò alla nascita di fanzine di migliore qualità grafica fin dalla fine degli anni settanta e ne aumentò maggiormente la velocità di realizzazione, rendendone di conseguenza la produzione ancora più semplice e alla portata di tutti. Dalla metà degli anni ottanta iniziò a essere utilizzata la stampa tipografica, anche in quadricromia.
Con l'avvento del personal computer e dei software di grafica e impaginazione da ufficio (desktop publishing), la realizzazione delle pubblicazioni amatoriali è stata maggiormente agevolata, rendendole talvolta quasi indistinguibili dalle riviste professionali.
Dalla fine degli anni novanta le fanzine tradizionali stampate su carta hanno cominciato a cedere il passo alle webzine (o e-zine), le fanzine sul web, più facili da produrre e prive di impegno economico per la stampa, ma soprattutto con una diffusione assai maggiore attraverso Internet, superando i confini geografici e politici. Nonostante ciò alcune fanzine stampate vengono ancora prodotte in alcuni Paesi del mondo, sia per una più agevole lettura, sia per raggiungere persone che non hanno accesso alla rete.

## Tipi di fanzine
Alcune delle terminologie che sono state usate per indicari i diversi generi di fanzine:
- Comiczine: definisce le fanzine che si occupano di fumetti, che pubblicano fumetti autoprodotti.
- Darkzine: termine che comprende le fanzine dark dedicate alla sottocultura del movimento gotico.
- Fanzine di fantascienza
- Artzine: fanzine realizzate da artisti visivi, derivazione underground del libro d'artista
- Oddzine: fanzine dedicata a tutto ciò che è "strano", deriva infatti dall'inglese odd, che significa "strano", "mancino".
- Punkzine: indica le fanzine dedicate alla sottocultura punk, contengono quasi esclusivamente interviste e recensioni di gruppi e concerti della relativa scena.
- Rockzine: termine generico che indica le fanzine che si occupano di musica rock.
- Modzine: indica le fanzine dedicate alla sottocultura mod, contengono quasi esclusivamente interviste e recensioni di gruppi e concerti della relativa scena.